# Olympique Paris
Olympique de Paris war ein Fußballverein aus Paris.
Gegründet wurde der Klub 1895 durch den Zusammenschluss von Étoile Parisienne und Société Athlétique de Pantin unter dem Namen Olympique de Pantin; Pantin ist ein Vorort am nordöstlichen Stadtrand von Paris, von dem ein Teil zum 19. Arrondissement der Hauptstadt gehört. Diesen Namen behielt der Klub bis zu seiner Fusion mit dem SC Vaugirard (1918) bei – ab dann hieß er Olympique de Paris.
Ab 1918 war die Vereinsfarbe Grün; die Mannschaft spielte im Stade Bergeyre, das Platz für 15.000 Zuschauer bot.

## Die Anfänge
Über die ersten 20 Jahre der Vereinsgeschichte ist wenig bekannt; Erfolge hatten Olympiques Fußballer vor dem Ersten Weltkrieg nicht vorzuweisen. Dafür standen die Rugbyspieler des Vereins von 1895 bis 1897 dreimal in Folge im Endspiel um die Landesmeisterschaft und gewannen 1896 den Titel. Die Fußballabteilung schloss sich vor dem Ersten Weltkrieg der Ligue de Football Association (LFA) an, die sich auf Betreiben von Jules Rimet 1910 von Frankreichs ältestem und größtem Fußballverband, der Union des sociétés françaises de sports athlétiques (USFSA), abgespalten hatte und, wie die anderen Verbände auch, eine eigene Meisterschaft (Trophée de France) durchführte. (Genaueres siehe unter Fußball in Frankreich#Anfangsjahre)
In Paris dominierten andere Vereine als Olympique Pantin: Standard AC, Racing Club de France, Gallia Club (alle aus der USFSA), Étoile des Deux Lacs und Patronage Olier aus dem katholischen Verband FGSPF sowie CAP und Red Star aus der LFA. Und landesweit lagen die Hochburgen des Fußballs im nördlichen Kohlerevier (Olympique Lille, RC Roubaix, US Tourcoing), an Ärmelkanal (Le Havre AC, FC Rouen) und Mittelmeerküste (Stade Helvétique Marseille).

## Das „olympische Jahrzehnt“ (1915–1925)
Erstmals 1915 gewann Olympique die Pariser Runde der LFA und konnte diesen Erfolg 1916 wiederholen. Im selben Jahr siegt der Verein sogar in der nationalen Endrunde, in der die Meister aller vier konkurrierenden Verbände ihren nationalen Titelträger (Trophée Interfédérale) ermittelten (2:0 gegen Étoile des Deux Lacs). Dieser Titel war freilich ein „Muster ohne Wert“: in weiten Teilen des Landes war der Fußball wegen des Krieges völlig zum Erliegen gekommen, weil sie im Frontgebiet lagen, die Spieler Uniform statt Sportdress trugen, Versorgungsengpässe bestanden oder Vereine sich aufgelöst hatten. Offizielle Meistertitel gibt es in Frankreich ohnehin erst seit der Einführung eines landesweiten, professionellen Ligabetriebes (1932/33).
Anders der 1917 – und somit noch vor der 1919 erfolgten Gründung des einheitlichen Verbandes FFF – von Henri Delaunay ins Leben gerufene französische Pokal (Coupe Charles Simon, seit 1920 Coupe de France genannt): zwar nahmen bei seiner ersten Ausspielung nur 48 Mannschaften daran teil, denn noch herrschte Krieg, aber dieser Titel zählt bis heute als offizieller. Und in diesem Wettbewerb setzte sich Olympique Pantin gegen Lyon Olympique Universitaire sowie die Lokalrivalen Club Français bzw. CASG durch, gewann auch das Endspiel gegen den FC Lyon mit 3:0 und wurde somit der allererste französische Pokalsieger.
Auch in den folgenden Jahren war Olympique in diesem Wettbewerb bei ständig wachsender Teilnehmerzahl außerordentlich erfolgreich: 1919 stand der inzwischen in Olympique de Paris umbenannte Verein wiederum im Finale, nachdem er unter anderem erneut namhaftere Lokalrivalen (diesmal Gallia Club, Racing Club de France und CAP) ausschalten konnte. Dort allerdings behielt CASG Paris mit 3:2 n. V. die Oberhand.
1920 musste Olympique sich im Achtelfinale Olympique Lille geschlagen geben. Aber 1921 erreichte der Klub zum dritten Mal in vier Jahren das Endspiel: wie 1919 hatte in einem Duell zweier Teams aus Paris der Gegner das bessere Ende für sich – Red Star gewann 2:1. Damit gelang Red Star die sofortige Revanche dafür, dass es in der Pariser Meisterschaftsrunde hinter Olympique nur den zweiten Platz belegt hatte.
Olympique, acht Jahre im Pokal außergewöhnlich erfolgreich, erreichte 1922, 1923 und 1925 jeweils das Halb-, 1924 das Viertelfinale; aber zu einem zweiten Titelgewinn kam es nicht mehr.

## Das jähe Ende
Nach dem Abriss des Stade Bergeyre schloss sich Olympique um den Jahreswechsel 1926/1927 überraschend dem großen Rivalen Red Star an. Für die Fans, die diesen Schritt als „Zwangsheirat“ betrachteten, war es ein schwacher Trost, dass der neue Klub für die nächsten 41 Jahre Red Star Olympique hieß, die grünen Vereinsfarben (sogar bis heute) übernahm und auch die Pokaltradition fortsetzte: nach 1921, 1922 und 1923 trug sich RSO auch 1928 und 1942 in die Siegerliste der Coupe de France ein.

## Ligazugehörigkeit und Erfolge
- Französischer Meister: Fehlanzeige
- Französischer Pokalsieger: 1918 als Olympique Pantin; zudem Finalist 1919, 1921
- Landesmeister der Trophée Interfédéral der LFA: 1916

## Nationalspieler

### Französische Nationalspieler
Die Zahl der Länderspiele für Olympique Pantin/Paris und der Zeitraum dieser internationalen Einsätze sind in Klammern angegeben
- Paul Baron (1, 1923)
- Ernest Clère (1, 1924)
- Maurice Cottenet (7, 1921–1925) vorher zwei und danach neun weitere Länderspiele für zwei andere Vereine
- Louis Darques (9, 1919–1923, erzielte dabei ein Tor)
- Jules Dewaquez (22, 1920–1924, erzielte dabei sechs Tore; Olympiateilnehmer 1920 und 1924) danach 19 weitere Länderspiele für einen anderen Verein
- Robert Dufour (1, 1924)
- Fernand Faroux (1, 1912)
- Émile Fiévet (1, 1912)
- Eugène Langenove (2, 1921)
- Louis Mistral (3, 1921–1923) vorher zwei weitere Länderspiele für einen anderen Verein
- Jean Picy (1, 1914)
- Antoine Rouchès (1, 1921)
- Marcel Vignoli (2, 1925)

### Andere Länder
- Belgien: René Decoux, Van Ruey, Lambrechts, Verhoeven